# The Ballad of Lefty Brown
The Ballad of Lefty Brown (La Balada de Lefty Brown en España y La tonada de Lefty Brown en Hispanoamérica) es una película western estadounidense de 2017 escrita y dirigida por Jared Moshe, protagonizada por Bill Pullman como el personaje principal y con Kathy Baker, Jim Caviezel, Peter Fonda, Tommy Flanagan y Michael Spears.

## Argumento
En 1889, Montana, un hombre sale a trompicones de un salón después de recibir un disparo en la espalda. Un representante de la ley, Edward Johnson (Peter Fonda), entra y ordena a su compañero "Lefty" Brown (Bill Pullman) que dé la vuelta por la parte de atrás. El asesino salta desde una ventana, sorprendiendo a Lefty, quien no logra detenerlo. Ed sale y somete al hombre, amonestando a Lefty por su error. Ed y Lefty inmediatamente cabalgan y cuelgan al hombre a pesar de que Lefty protesta por la ilegalidad de ello, es el método elegido por Ed para hacer justicia.
Poco después de regresar a su rancho, Ed y su esposa Laura (Kathy Baker) se preparan para mudarse a Washington, Ed recientemente fue elegido senador. Tiene reservas sobre la decisión de Ed de dejar a Lefty a cargo del rancho, pero Ed está seguro de su lealtad. Al día siguiente, un peón del rancho les informa a Ed y Lefty que se han sustraído tres caballos y se marchan para comprobarlo. Cuando Ed y Lefty llegan al lugar, Ed está tratando de legar su rifle a Lefty cuando un francotirador desconocido le dispara repentinamente en la cabeza. Lefty sobrevive y regresa al rancho con el cuerpo de Ed. Laura está angustiada y culpa a Lefty por no proteger a su esposo y no le importa cuando Lefty dice que vengará a Ed. Lefty entierra el rifle y se marcha para comenzar su búsqueda.
Más tarde, el gobernador James Bierce (Jim Caviezel) y el mariscal Tom Harrah (Tommy Flanagan) llegan para consolar a Laura. Ellos, Ed y Lefty solían viajar juntos. Al enterarse de que Lefty se ha ido a buscar al hombre, Tom decide encontrarlo para evitar que se meta en problemas. En el camino, Lefty es atacado por un pistolero que resulta ser un joven llamado Jeremiah Perkins. El niño pide acompañar a Lefty, quien inicialmente se niega, pero lo lleva cuando considera la situación del niño.
Tom encuentra a Lefty y Jeremiah. Lefty está emocionado de que se una a la pandilla, pero él se niega, alegando que solo está allí para traer a Lefty. Decepcionados de que Tom no ayude a su amigo Ed, lo atan. Después de escuchar su nombre y afirmar que es un héroe occidental de una novela que tiene, Jeremiah inspira a Tom a unirse a su búsqueda. En un momento dado, Lefty deja a Tom y Jeremiah para que sigan una pista en la que Tom no tiene fe, lo que lleva a Lefty directamente al escondite de la pandilla del asesino. Los tres se reagrupan: Jeremiah cuidará de los caballos, Lefty irá atrás y Tom al frente. Justo cuando Tom está a punto de hacer saltar la trampa, un hombre se acerca y Tom reconoce que es un empleado del gobernador. Se produce un tiroteo en el que Jeremiah (que se escabulló) y el hombre del gobernador reciben un disparo, Tom mata a varios miembros de la pandilla y Lefty detiene al asesino. Dos de la pandilla escapan.
Lefty atiende la herida de Jeremiah, y cuando comienza a contar una historia heroica sobre Edward, Jeremiah le pide que cuente la historia de cómo le dispararon en la pierna. Al principio vacilante y diciéndole que no es tan interesante, Lefty está de acuerdo. Lefty había perseguido a un forajido cuando Edward no estaba disponible. Fueron emboscados en su diligencia y terminaron escondiéndose en un cañón de caja fuera del cual los forajidos los esperaban sabiendo que se habían quedado sin comida. Lefty no pudo esperar más y recibió un disparo, ya que también le disparó al forajido, dándole su cojera y el nombre de "Lefty". Mientras tanto, Tom interroga al asesino, llamado Frank Baines (Joe Anderson). Se oponen entre sí, y Tom señala que se envió a un empleado del gobernador para pagarle a Frank, quien mató a Ed. Tom quema el dinero y se emborracha, y se va abruptamente. Lefty y el lesionado Jeremiah se quedan para traer a Frank. Sin embargo, poco después de irse, la pandilla fugitiva se abalanzó sobre ellos. Tom va a ver a Jimmy y le pregunta si contrató a Frank para matar a Ed. Aunque Jimmy lo niega, alude a que hay una diferencia de opinión entre él y Ed, lo que deja a Tom sin convencer.
Al descubrir que el dinero se ha ido, la pandilla esposa y desnuda a Frank, Lefty y Jeremiah y busca el dinero. En la confusión, Frank puede matar a ambos hombres, pero su pistola falla cuando intenta matar a Lefty. Jeremiah obtiene un rifle de un hombre muerto y mata a Frank. Al darse cuenta del mal estado en el que se encuentra Jeremiah, Lefty cabalga de regreso al rancho, donde los peones del rancho intentan lincharlo. Laura interviene pero lo atan; ella le lee un telégrafo de Jimmy que dice que Lefty mató a Ed. Al darse cuenta de que nadie le cree, Lefty escapa y desentierra el rifle de Ed que enterró antes de lograr obtener suministros médicos después de obligar a uno de los peones del rancho que lo perseguían a punta de pistola. Cuida a Jeremiah hasta que recupera la salud y lamenta lo equivocado que estaba de que Jimmy fuera su amigo. Dice que nunca ha hecho nada bien en toda su vida. Jeremiah le recuerda que Lefty le salvó la vida. Después de intentar decidir qué hacer ahora, van a la ciudad para enfrentarse a Jimmy.
En la ciudad, Jimmy está organizando un memorial para Ed. Laura le pide a Jimmy que no nombre al subcampeón senatorial para el puesto de Ed, pero Jimmy vuelve a aludir a un acuerdo ferroviario que Ed no apoyó. Jeremiah entra al edificio para espiar y Lefty va al salón para solicitar la ayuda de Tom. Aunque Tom inicialmente se niega a ayudar, después de noquear a Lefty, interrumpe el elogio de Jimmy y lo acusa de matar a Ed. Los soldados lo apresan, pero Lefty vuelve en sí y comienza a disparar. Jimmy lleva a Laura adentro y Lefty y Tom se abren camino a tiros por la ciudad; Tom está mortalmente herido. En el hotel, Lefty se enfrenta a Jimmy, quien le revela todo: Ed se opuso a un contrato que Jimmy propuso entre el Congreso y el ferrocarril, por lo que Jimmy hizo que un ladrón lo matara para poder nombrar a un senador que apoyaría su trato en el puesto de Ed. Laura escucha todo y Lefty lo deja inconsciente. Lefty dice que lo llevará ante el juez, pero Laura insiste en lidiar con este "estilo de Ed", con un ahorcamiento inmediato.
No queriendo que Laura sea ahorcada por asesinar al gobernador (ya que lo linchan sin juicio), Lefty ahorca al propio Jimmy. Sabiendo que será detenido, Lefty le dice a Jeremiah que se quede y sea criado por Laura y él mismo se marcha, concluyendo la Balada de Lefty Brown.

## Reparto
- Bill Pullman como "surdo" Brown
- Kathy Baker como Laura Johnson
- Jim Caviezel como El gobernador James Bierce
- Joe Anderson como Frank Baines
- Tommy Flanagan como Tom Harrah
- Peter Fonda como Edward Johnson
- Michael Spears como "Galleta"
- Diego Josef como Jeremías Perkins
- Joseph Lee Anderson como Oak
- Tristan Johnson como Niño en escena colgante

## Producción
El proyecto se inició en septiembre de 2016, momento en el que se anunció el casting de Bill Pullman, Jim Caviezel, Peter Fonda, Kathy Baker y Tommy Flanagan. El escritor y director Jared Moshe y la productora Neda Armian consideraron otros lugares donde podrían filmar la película. Después de explorar muchos estados diferentes del oeste, eligieron Montana para filmar la película, debido a la autenticidad que aportaría al proyecto. Más de un centenar de lugareños fueron utilizados como extras.
La fotografía principal comenzó el 8 de septiembre de 2016. El rodaje tuvo lugar en Bannack State Park en Bannack, Montana, 25 millas al suroeste de Dillon. Otros lugares incluyeron Dillon, Montana, Virginia City, Montana y Ennis, Montana. El rodaje duró 20 días.

## Lanzamiento
La película tuvo su estreno mundial en South by Southwest el 11 de marzo de 2017. Poco después, A24 y DirecTV Cinema adquirieron los derechos de distribución de la película. La película tuvo un gran estreno posterior el 15 de diciembre de 2017. Las proyecciones de la película con entradas agotadas, cerca de su lugar de rodaje en Whitehall, Montana, recaudaron más de $ 10,000 para los esfuerzos de preservación histórica del Museo del Valle de Jefferson.
El Blu-ray/DVD de Lionsgate presenta contenido adicional: "Diseñando el aspecto de 'The Ballad of Lefty Brown" con el director Jared Moshe y la diseñadora de producción Eve McCarney discutiendo el proceso creativo, las paletas de colores y las opciones de escenario para la película. "Llevando la verdad al mito: dentro de los personajes de 'La balada de Lefty Brown'", entrevistas con el director Jared Moshe y los actores Bill Pullman, Kathy Baker, Tommy Flanagan, Jim Caviezel. También se incluyeron comentarios de audio con el director Jared Moshe y el actor Bill Pullman.

## Recepción de la crítica
En el sitio web del agregador de reseñas Rotten Tomatoes, la película tiene un índice de aprobación del 80% según 30 reseñas y una calificación promedio de 6.3/10. En Metacritic, la película tiene una puntuación media ponderada de 64 sobre 100, basada en 12 críticos, lo que indica "críticas generalmente favorables".